# Cantone di Clamecy
Il Cantone di Clamecy è una divisione amministrativa dell'arrondissement di Clamecy.
A seguito della riforma approvata con decreto del 18 febbraio 2014, che ha avuto attuazione dopo le elezioni dipartimentali del 2015, è passato da 14 a 46 comuni.

## Composizione
I 14 comuni facenti parte prima della riforma del 2014 erano:
- Armes
- Billy-sur-Oisy
- Breugnon
- Brèves
- Chevroches
- Clamecy
- Dornecy
- Oisy
- Ouagne
- Pousseaux
- Rix
- Surgy
- Trucy-l'Orgueilleux
- Villiers-sur-Yonne

Dal 2015 i comuni appartenenti al cantone sono i seguenti 46:
- Amazy
- Armes
- Asnois
- Billy-sur-Oisy
- Breugnon
- Brèves
- La Chapelle-Saint-André
- Chevroches
- Clamecy
- Corvol-l'Orgueilleux
- Courcelles
- Cuncy-lès-Varzy
- Dirol
- Dornecy
- Entrains-sur-Nohain
- Flez-Cuzy
- Lys
- La Maison-Dieu
- Marcy
- Menou
- Metz-le-Comte
- Moissy-Moulinot
- Monceaux-le-Comte
- Neuffontaines
- Nuars
- Oisy
- Ouagne
- Oudan
- Parigny-la-Rose
- Pousseaux
- Rix
- Ruages
- Saint-Aubin-des-Chaumes
- Saint-Didier
- Saint-Germain-des-Bois
- Saint-Pierre-du-Mont
- Saizy
- Surgy
- Talon
- Tannay
- Teigny
- Trucy-l'Orgueilleux
- Varzy
- Vignol
- Villiers-le-Sec
- Villiers-sur-Yonne